# Parque-Invest
A Parque-Investe, S.A. é uma empresa sediada no Porto, Portugal, dedicada à criação e gestão de parques empresariais e serviços de apoio relacionados.
A Parque-Invest é uma empresa do grupo da Associação Empresarial de Portugal e, actualmente, gere parques empresariais em Valença, Lanheses (Viana do Castelo), Chaves, Santo Tirso, Paredes, Mundão (Viseu), Monte Redondo (Leiria) e Torres Vedras.